# Синькова, Людмила Дмитриевна
Людми́ла Дми́триевна Синько́ва (род. 2 декабря 1958, Мозырь, Гомельская область) — литературовед, доктор филологических наук (1997), профессор (2001); главный редактор научно-методического сборника «Беларускае літаратуразнаўства».

## Биография
В 1981 году окончила филологический факультет Белорусского государственного университета по специальности «белорусский и русский языки и литературы». В 1999—2004 годы — заведующая кафедрой белорусской литературы XX века; с 2004 — профессор кафедры белорусской литературы и культуры филологического факультета Белорусского университета, одновременно преподаёт на кафедре литературно-художественной критики Института журналистики. Владеет методикой преподавания белорусской литературы, автор учебных пособий для студентов и школьников.

### Семья
Отец — Дмитрий Яковлевич Бугаёв (р. 1929), литературовед, кандидат филологических наук, профессор, лауреат Государственной премии БССР имени Якуба Коласа.

## Научная деятельность
В 1985 году защитила кандидатскую диссертацию по специальности «Белорусская литература» («Некоторые особенности психологического анализа в белорусской военной прозе 70-80-х гг. (на материале творчества В.Быкова, А.Адамовича, В.Козько)»), в 1996 — докторскую («Белорусская проза XX столетия: динамика жанровых структур»; научный консультант — член корреспондент НАН Беларуси профессор О. А. Лойко).
Член ученых советов по защите диссертаций в Белорусском университете в отраслях литературоведения (Д 02.01.12) и теории и методики обучения и воспитания (Д 02.01.21), редколлегий государственных и зарубежных научных изданий. Председатель совета по экспертизе проектов НДР по филологии при Министерстве образования РБ (1999—2000). Эксперт по истории белорусской литературы ХХ — XXI вв., теории литературы, компаративистике.
Подготовила 7 кандидатов наук.
Автор литературоведческих сборников, эссе и критических статей:
- «Цукровы пеўнік: Літ.-крытыч. арт.» (Мн., 1996)
- «Беларуская літаратура ХХ стагоддзя (біяграфіі пісьменнікаў, бібліяграфія, літаратурная крытыка): давед. для ст. шк. узросту / Д. Я. Бугаёў, Н. Б. Рашэтнікава, Л. Д. Сінькова, Г. К. Тычко» (Мн., 2008)
- «Паміж тэкстам і дыскурсам: Беларуская літаратура ХХ — ХХІ стст. : гісторыя, кампаратывістыка і крытыка (літаратурная крытыка, артыкулы, гутаркі)» (Мн., 2013)
- «Святло слова: дапаможнік па лінгвакультуралогіі» (2002)
- «Шлях па прамой часу. Да гісторыі беларускай літаратуры Польшчы: 1958—2008» (2007)(в соавторстве)
- Жанравая дынаміка ў дакументальна-мастацкай прозе (2014)[1].

## Избранные труды
- Беларуская проза XX стагоддзя: дынаміка жанравых структур : аўтарэферат дысертацыі … доктара філалагічных навук : 10.01.01 / Cінькова Людміла Дзмітрыеўна. — Мінск, 1996.
- Паміж тэкстам і дыскурсам: беларуская літаратура XX—XXI стст. : гісторыя, кампаратывістыка і крытыка (літаратурная крытыка, артыкулы, гутаркі) / Людміла Сінькова. — Мінск, 2013.
- Прецедентные имена русской и болгарской культуры на страницах мемуаров Василя Быкова «Долгая дорога домой» (2002 г.) / Людмила Синькова // Журналістыка — 2009 : стан, праблемы і перспектывы : матэрыялы 11-й Міжнароднай навукова-практычнай канферэнцыі, прысвечанай 65-годдзю факультэта журналістыкі (3―4 снежня 2009 г.). — Мінск, 2009. — С. 307—310.
- Postsowiecka literatura białoruska w europejskim dialogu międzynarodowym / L. Sinkowa-Koran, H. Tyczko; z języka białoruskiego przekład Justyna Dudar // Literatury słowiańskie po roku 1989 : nowe zjawiska, tendencje, perspektywy. — Warszawa, 2005. — T. 1 : Transformacja. — S. 171—180.

## Награды
- Грамоты Минского горкома комсомола Беларуси (1986), Института журналистики БГУ (2013)
- Почётные грамоты БГУ (2001, 2008),
- Благодарность ректора БГУ (2011).